# 천사는 말괄량이
《천사는 말괄량이》는 MBC에서 1992년 1월 2일에 방영된 신년 특집 드라마이다. 작은 사랑조차 잃어가는 현대인들에게 새해에는 작은 사랑이라도 간직하며 살자는 뜻을 담고 있다.

## 줄거리
만수는 완구회사 직원으로 인형 만들기에만 몰두하다 보니 주위 사람들로부터 따돌림을 당하고, 철수는 광고회사 직원으로 허풍과 야심이 많은 사람이다. 그들 앞에 명랑 쾌활한 성격의 ‘사랑의 메신저’인 천사가 나타나며 가는 곳마다 소동을 일어나는 내용이다.

## 등장 인물
- 김혜수 : 천사 역
- 박세준 : 만수 역
- 정명환 : 철수 역
- 오승룡
- 신귀식
- 윤예희
- 박태호
- 장미연